# Zwarte schotelkorst
De zwarte schotelkorst (Tephromela atra) is een korstmos uit de familie Tephromelataceae. Hij groeit op baksteen, graniet en basalt. Hij leeft in symbiose met een chlorococcoïde alg. Hij komt regelmatig voor op zure bakstenen muren en ook op kerk- of vestingmuren of grafzerken, waarbij hij de verwering van het gesteente sneller doet gaan.

## Kenmerken
De zwarte schotelkorst is korstvormig met een dik, wit of heldergrijs thallus en zwarte apothecia. Thalli van de zwarte schotelkorst verzamelen calciumoxalaat, mogelijk als bescherming tegen vraat. Ze meten 5 cm in diameter maar kunnen ook in elkaar groeien tot blokken van tot 30 cm breed. Apothecia zijn vrijwel altijd aanwezig en meten ca. 5 mm in diameter. De apothecia zijn zwart, hol tot plat en hebben een dikke rand. De kleur van de apotheciumrand is wit. Ze zijn ingezonken tot zittend in het substraat. Het hymenium heeft bij doorsnede een paarse kleur.
Hij heeft de volgende kenmerkende kleurreacties:
- cortex (schorslaag): K+ (geel), C-, KC-, P-, UV+ (wit)
- medulla (merglaag): K-, C-, KC-, P-

De ascus bevat acht sporen. De ascosporen zijn hyaliene, eencellig en ellipsoïde. De afmeting is 10-14 × 6-8 µm.

## Verspreiding
De zwarte schotelkorst komt voor in Antarctica, Afrika, gematigd Azië, Australazië, Europa, Noord- en Zuid-Amerika. In Nederland komt hij vrij algemeen voor. Vrijwel door het hele land en het minst op pleistocene zandgronden.